# Belarussische Poolbillard-Meisterschaft 2017
Die belarussische Poolbillard-Meisterschaft 2017 war die siebte Austragung der nationalen Meisterschaft in der Billardvariante Poolbillard. Gespielt wurden die Disziplinen 8-Ball, 9-Ball, 10-Ball und 14/1 endlos. Während in den Vorjahren alle Wettbewerbe innerhalb einer Woche gespielt worden waren, fanden die Wettbewerbe nun an vier Wochenenden statt. Den Auftakt bildete die Disziplin 14/1 endlos vom 16. bis 17. September 2017, gefolgt von 10-Ball (28. bis 29. Oktober) und 8-Ball (2. bis 3. Dezember). Der abschließende 9-Ball-Wettbewerb wurde vom 16. bis 17. Dezember gespielt. Austragungsort war der BK Start in der belarussischen Hauptstadt Minsk.
Erfolgreichste Spielerin war Marharyta Fjafilawa, die zum vierten Mal in Folge alle Damenwettbewerbe gewann. Beim erstmals ausgetragenen 14/1-endlos-Damenturnier setzte sich Fjafilawa im Endspiel mit 50:4 gegen Jana Schut durch, die mit zwei Silbermedaillen und einmal Bronze am zweitbesten abschnitt.
Bei den Herren war der Rekordmeister Dsmitryj Tschuprou mit zwei Titeln am erfolgreichsten. Die weiteren Goldmedaillen sicherten sich Wadsim Papisch und Uladsislau Zyrykau, der als einziger Spieler in allen vier Disziplinen mindestens ins Halbfinale gelangte.

## Medaillengewinner
| Wettbewerb           | Gold                | Silber             | Bronze                   |
| -------------------- | ------------------- | ------------------ | ------------------------ |
| Herren – 14/1 endlos | Dsmitryj Tschuprou  | Uladsislau Schopik | Uladsislau Zyrykau       |
| Herren – 14/1 endlos | Dsmitryj Tschuprou  | Uladsislau Schopik | Aljaksandr Hapejeu       |
| Herren – 10-Ball     | Wadsim Papisch      | Uladsislau Zyrykau | Uladsislau Les           |
| Herren – 10-Ball     | Wadsim Papisch      | Uladsislau Zyrykau | Aljaksandr Schdanowitsch |
| Herren – 8-Ball      | Dsmitryj Tschuprou  | Uladsislau Schopik | Uladsislau Zyrykau       |
| Herren – 8-Ball      | Dsmitryj Tschuprou  | Uladsislau Schopik | Sjarhej Palskyj          |
| Herren – 9-Ball      | Uladsislau Zyrykau  | Mikita Palujan     | Pawel Rjabzeu            |
| Herren – 9-Ball      | Uladsislau Zyrykau  | Mikita Palujan     | Uladsislau Schopik       |
| Damen – 14/1 endlos  | Marharyta Fjafilawa | Jana Schut         | Anastassija Tumilowitsch |
| Damen – 14/1 endlos  | Marharyta Fjafilawa | Jana Schut         | Palina Tschernik         |
| Damen – 10-Ball      | Marharyta Fjafilawa | Jana Schut         | Kazjaryna Litwinawa      |
| Damen – 10-Ball      | Marharyta Fjafilawa | Jana Schut         | Ljubou Kasatschenka      |
| Damen – 8-Ball       | Marharyta Fjafilawa | Palina Tschernik   | Aljaksandra Karnej       |
| Damen – 8-Ball       | Marharyta Fjafilawa | Palina Tschernik   | Anastassija Tumilowitsch |
| Damen – 9-Ball       | Marharyta Fjafilawa | Jana Schut         | Kazjaryna Litwinawa      |
| Damen – 9-Ball       | Marharyta Fjafilawa | Jana Schut         | Hanna Aljaksejenka       |